# Ordem (teoria dos grupos)
Em teoria dos grupos, um ramo da matemática, ordem pode significar duas coisas diferentes:
- a ordem de um grupo é a sua cardinalidade [1]
- a ordem de um elemento a é o menor valor inteiro positivo n tal que an = 1 (se este valor existe). Se este valor não existe, o elemento tem ordem infinita.[2]

Se um grupo G tem ordem finita, então todos os seus elementos x tem ordem finita, e a ordem de cada elemento divide a ordem do grupo.
A ordem de um grupo G e de um elemento a é representada por |G| e |a|.
O Teorema de Lagrange diz que, se um grupo G tem ordem finita e H é um subgrupo de G, então |H| é um divisor de |G|.